# Ministère de la Plume
Le ministère de la Plume est une administration tunisienne du régime beylical qui existe entre 1860 et la fin du régime monarchique en 1957.

## Successeur du premier secrétaire
Il remplace la fonction précédemment occupée par le premier secrétaire du bey de Tunis (bach kateb), dont les titulaires sont :
- Règne de Hussein Ier Bey : Belhassen Sehili et Hussein Khouja
- Règne d'Ali Ier Pacha : Abdellatif Sehili puis Abderrahmane Baklouti
- Règne de Mohamed Rachid Bey : Ahmed Lasram
- Règne d'Ali II Bey : Abderrahmane Baklouti
- Règne de Hammouda Pacha : Abderrahmen Baklouti, Hammouda Ben Abdelaziz, Mohamed Darnaoui, Mohamed Lasram III
- Règne de Hussein II Bey : Mahmoud Lasram
- Règne de Moustapha Bey : Mohamed Lasram IV
- Règnes d'Ahmed Ier Bey, Mohammed Bey et Sadok Bey : Mohamed Lasram IV avec des périodes de vacance jusqu'en 1861

À la mort de Mohamed Lasram IV, la fonction tenue pendant plusieurs décennies par les membres de la famille Lasram reste vacante, avant que Sadok Bey nomme Mohammed Aziz Bouattour, jeune scribe bien en vue à la cour et surtout auprès de l'homme fort du régime, le grand vizir Mustapha Khaznadar, en 1864. Quelques mois plus tard, lors de la constitution du premier gouvernement tunisien moderne, le ministère de la Plume est créé dont Bouattour devient le premier titulaire.

## Rôle et attributions
Ayant à sa tête le ministre de la Plume, ses services comprennent le diwan el incha, composé de plusieurs secrétaires et scribes en arabe mais aussi en turc (car le territoire est alors officiellement province de l'Empire ottoman) ainsi qu'en diverses langues consulaires comme le français et l'italien. Cette chancellerie est établie en permanence au Dar El Bey, palais des beys dans la médina de Tunis et parfois siège du gouvernement. Son titulaire est chargé de rédiger et de présenter les actes et décrets (amr) à la signature du souverain ou de son garde des sceaux (saheb ettabaâ). De plus, il est chargé de tenir la correspondance du souverain avec l'administration et les institutions de l'État, comme les conseils charaïques ou le diwan de Tunis, l'état-major ottoman, etc. Il est aussi tenu de faire parvenir les ordres beylicaux dans les diverses provinces de la régence de Tunis.
Sous le protectorat français, le ministère est réorganisé pour abriter à la fois la chancellerie et l'administration centrale des caïdats et de l'intérieur : il devient progressivement une sorte de ministère de l'Intérieur. Son appellation est d'ailleurs remplacée par celle de ministère de l'Intérieur dans le deuxième gouvernement de M'hamed Chenik en 1950, sous le règne de Lamine Bey.

## Titulaires
| Image | Nom                                         | Grand vizir | Gouvernement  | Début du mandat  | Fin du mandat    |
| ----- | ------------------------------------------- | --- | ------------- | ---------------- | ---------------- |
|       | Mohammed Aziz Bouattour                     | Mustapha Khaznadar Kheireddine Pacha Mohammed Khaznadar (premier mandat) Mustapha Ben Ismaïl Mohammed Khaznadar (deuxième mandat) |               | 1864             | 1882             |
|       | M'hammed Djellouli                          | Mohammed Aziz Bouattour |               | 1882             | 1907             |
|       | Youssef Djaït                               | M'hammed Djellouli |               | 1907             | 1908             |
|       | Taïeb Djellouli                             | Youssef Djaït |               | 1908             | 1914             |
|       | Mustapha Dinguizli                          | Youssef Djaït Taïeb Djellouli |               | 1914             | 1922             |
|       | Khelil Bouhageb                             | Mustapha Dinguizli |               | 1922             | 1926             |
|       | Hédi Lakhoua                                | Khelil Bouhageb | Bouhageb      | 1926             | 1932             |
|       | Younès Hadjouj                              | Hédi Lakhoua | Lakhoua       | 1932             | 1935             |
|       | Ali Sakkat                                  | Hédi Lakhoua | Lakhoua       | 1935             | 1935             |
|       | Abdeljelil Zaouche                          | Hédi Lakhoua | Lakhoua       | 1935             | 1936             |
|       | Ahmed Ben Raïes                             | Hédi Lakhoua | Lakhoua       | 1936             | 1941             |
|       | Habib Djellouli                             | Hédi Lakhoua | Lakhoua       | 1941             | 31 décembre 1942 |
|       | Mahmoud El Materi (ministre de l'Intérieur) | M'hamed Chenik | Chenik (1)    | 1er janvier 1943 | 15 mai 1943      |
|       | Hassan Hosni Abdelwaheb                     | Slaheddine Baccouche | Baccouche (1) | 15 mai 1943      | 1947             |
|       | Mahmoud El Materi (ministre de l'Intérieur) | M'hamed Chenik | Chenik (2)    | 17 août 1950     | 26 mars 1952     |